# Wotrubakerk
De Wotrubakerk (Duits: Wotrubakirche) of de Kerk van de heilige Drievuldigheid (Kirche Zur Heiligsten Dreifaltigkeit) is een rooms-katholieke kerk in Liesing, het 23e district van de Oostenrijkse hoofdstad Wenen. De opmerkelijke kerk werd op initiatief van mevrouw Margarethe Ottillinger van augustus 1974 tot oktober 1976 naar een ontwerp van de beeldhouwer Fritz Wotruba en het plan van de architect Fritz Gerhard Mayr gebouwd. 

## Geschiedenis en beschrijving

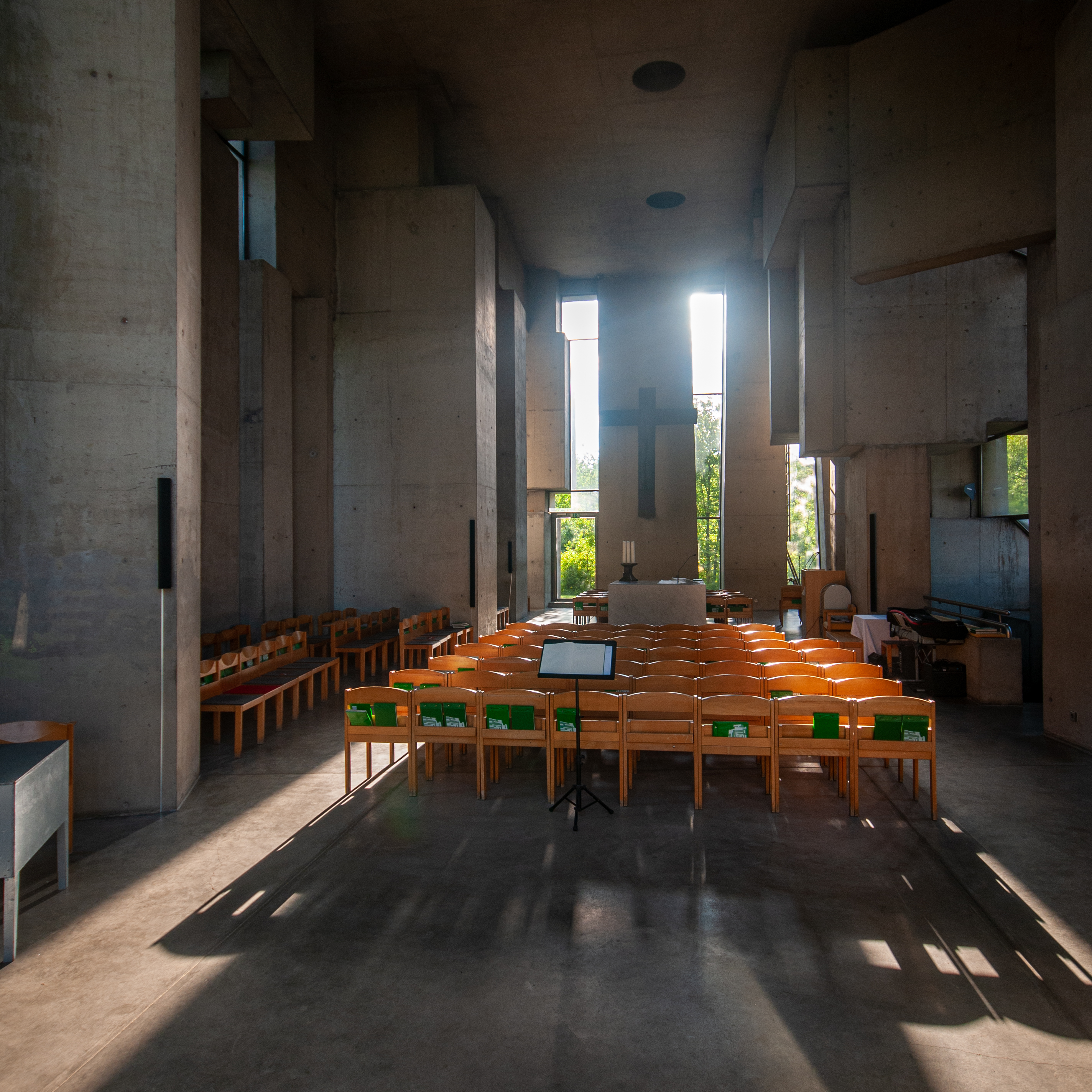
Interieur

Margarethe Ottillinger nam het initiatief tot de bouw om "in een Europa, waarin het geloof aan God tanende is, een statement te maken om zo de mensen op te wekken en te laten zien dat er ondanks dat toch krachten werken die de geest van het ongeloof weerstaan". Dat was in 1964, maar het duurde nog eens twaalf jaar vooraleer er met de bouw van de kerk kon worden begonnen. Het ongewone ontwerp van de kerk veroorzaakte namelijk heftige weerstand bij de bewoners.   
Wotruba was eerst en vooral een beeldhouwer en de kerk kwam tot stand in samenwerking met de architect Fritz Gerhard Mayr, die het werk na de dood van Wotruba voortzette. Al voor de voltooiing werd de zwaar bekritiseerde kerk een bestemming voor nieuwsgierige bezoekers en in kunst geïnteresseerde toeristen. Wotruba maakte de oplevering van de kerk zelf niet meer mee.
Op het eerste gezicht lijkt de kerk op een vergroot abstract beeldhouwwerk. Het licht valt door eenvoudige ramen, die in onregelmatige tussenruimten zijn ingezet. Aan de altaarmuur bevindt zich een afgietsel van het kruis dat Wotruba ontwierp voor de Hofkerk in het Duitse Bruchsal.    
Het gebouw bestaat uit 152 betonblokken die asymmetrisch op elkaar zijn gestapeld. Ze meten 0,84 tot 64 m³ en hebben een gewicht variërend van 1,.8 tot 141 ton. Het kerkgebouw grenst aan het Wienerwald, is 30 meter lang, 22 meter breed en 15,5 meter hoog. 
Tijdens het Derde Rijk stonden er op de plaats van de kerk barakken van de Duitse Wehrmacht.